# 熊本県道53号植木インター菊池線
熊本県道53号植木インター菊池線（くまもとけんどう53ごう うえきインターきくちせん）は、熊本県熊本市北区から菊池市に至る県道（主要地方道）である。

## 概要
熊本市北区植木町亀甲から菊池市大琳寺に至る。ほぼ直線に結んでいる。

### 路線データ
- 起点：熊本県熊本市北区植木町亀甲（九州自動車道 植木IC、国道3号上）
- 終点：熊本県菊池市大琳寺（大琳寺交差点、国道387号交点）

## 歴史
- 1960年（昭和35年） - 菊池豊田線として路線認定（一般県道）。当時の整理番号は102。
- その後、1972年（昭和47年）ごろまでに整理番号が171に変更される。
- 1993年（平成5年）5月11日 - 建設省から、県道菊池豊田線が植木インター菊池線として主要地方道に指定される[1]。
- 1994年（平成6年） - 上記告示に基づき、路線認定告示の内容を変更。整理番号が53、路線名が植木インター菊池線となる。

起点・終点等も変更となっているが、路線変更ではなく告示内容の変更としている。

## 路線状況

### 重複区間
- 国道3号（熊本市北区植木町亀甲（起点） - 熊本市北区植木町豊田・植木町豊田交差点）
- 熊本県道330号熊本山鹿自転車道線（熊本市北区植木町舟島 - 熊本市北区植木町伊知坊）
- 熊本県道37号熊本菊鹿線（菊池市七城町林原 - 菊池市七城町高島）

### 道路施設

#### 橋梁
- 伊知坊橋（合志川、熊本市北区）
- 高島橋（菊池川、菊池市、熊本県道37号熊本菊鹿線重複区間内）

## 地理

### 通過する自治体
- 熊本市（北区）
- 菊池市

### 交差する道路
| 交差する道路                                                | 市町村名 | 市町村名 | 交差する場所 | 交差する場所        |
| ----------------------------------------------------------- | -------- | -------- | ------------ | ------------------- |
| E3 九州自動車道 国道3号 重複区間起点                        | 熊本市   | 北区     | 植木町亀甲   | 14 植木IC / 起点    |
| 熊本県道199号南田島豊田線                                   | 熊本市   | 北区     | 植木町豊田   |                     |
| 熊本県道330号熊本山鹿自転車道線                             | 熊本市   | 北区     | 植木町豊田   |                     |
| 国道3号 重複区間終点                                        | 熊本市   | 北区     | 植木町豊田   | 植木町豊田交差点    |
| 熊本県道330号熊本山鹿自転車道線 重複区間起点                | 熊本市   | 北区     | 植木町舟島   |                     |
| 熊本県道330号熊本山鹿自転車道線 重複区間終点                | 熊本市   | 北区     | 植木町伊知坊 |                     |
| 菊池広域農道 / 菊池グリーンロード                           | 菊池市   | 菊池市   | 七城町小野崎 |                     |
| 熊本県道37号熊本菊鹿線 重複区間起点 熊本県道138号辛川鹿本線 | 菊池市   | 菊池市   | 七城町林原   |                     |
| 熊本県道37号熊本菊鹿線 重複区間終点                         | 菊池市   | 菊池市   | 七城町高島   |                     |
| 熊本県道139号旭志鹿本線                                     | 菊池市   | 菊池市   | 七城町甲佐町 |                     |
| 国道387号 国道443号 重複                                    | 菊池市   | 菊池市   | 大琳寺       | 大琳寺交差点 / 終点 |

### 沿線
- 熊本市立吉松小学校
- 熊本市立植木北中学校
- 合志川
- 植木温泉
- 七城温泉ドーム
- 鴨川河川公園
- 菊池市立七城小学校
- 菊池市立七城中学校
- 菊池市立菊之池小学校
- 菊池市役所 七城総合支所